# Judith Chalmers
Judith Chalmers OBE (Stockport, 10 ottobre 1936) è una conduttrice televisiva britannica, principalmente nota per aver condotto il programma di viaggi Wish You Were Here...? durante gli anni settanta ed ottanta, ed essere spesso apparsa in bikini durante il programma.
Prima di Wish You Were Here...?, Judith Chalmers aveva condotto la gara di ballo da sala Come Dancing per la BBC dal 1961 al 1965. Successivamente le sue apparizioni televisive si sono ridotte a brevi apparizioni in talk show come This Morning e Graham Norton's chat show.
Durante gli anni sessanta ha condotto due dei principali programmi radiofonici della BBC: Family Favourites e Woman's Hour. Durante gli anni ottanta è stata una delle conduttrici ad aver presentato il maggior numero di edizioni del concorso di bellezza Miss Mondo in onda su ITV, oltre che di Miss Regno Unito.